# Quartier des Archives

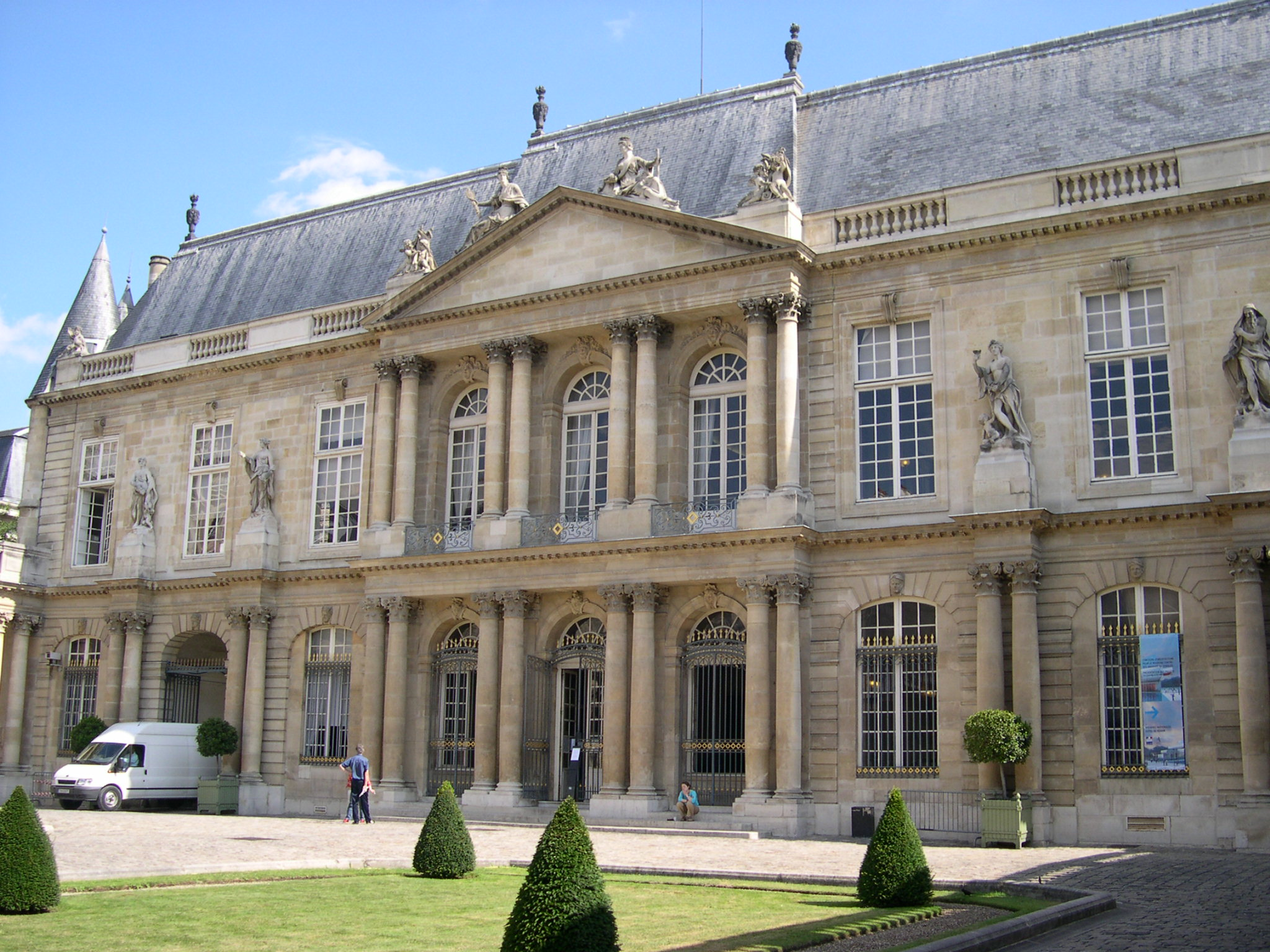
Hôtel de Soubise (vchod do Národního archivu)

Quartier des Archives (čtvrť Archivu) je 11. administrativní čtvrť v Paříži, která je součástí 3. městského obvodu. Má rozlohu 36,8 ha a je vymezena ulicemi Rue des Francs-Bourgeois na jihu, Rue des Archives na západě, Rue Pastourelle, Rue de Poitou a Rue Froissart na severu a Boulevardem Beaumarchais na východě.
Čtvrť byla pojmenována podle Francouzského národního archivu, který sídlí v rozsáhlém komplexu budov v jihozápadním cípu čtvrti.

## Vývoj počtu obyvatel
| Rok sčítání | Počet obyvatel | Hustota zalidnění (ob./km²) |
| ----------- | -------------- | --------------------------- |
| 1954        | 16 454         | 44 712                      |
| 1962        | 15 911         | 43 236                      |
| 1968        | 13 553         | 36 829                      |
| 1975        | 10 285         | 27 948                      |
| 1982        | 8 912          | 24 217                      |
| 1990        | 8 951          | 24 323                      |
| 1999        | 8 609          | 23 394                      |